# Pocierniec
Pocierniec (Spinachia spinachia) – gatunek morskiej ryby z rodziny ciernikowatych (Gasterosteidae).  

## Zasięg występowania
Występuje wokół północnych wybrzeży Atlantyku wraz z przyległymi morzami od Zatoki Biskajskiej, całe Morze Bałtyckie, aż do Przylądka Północnego. Siedliskiem jego są przybrzeżne strefy mórz na głębokości do 10 m zarośnięte wodorostami. 

## Charakterystyka
Osiąga do 22 cm długości. Grzbiet i ogon zielonobrunatne, a boki złociste. Przed płetwą grzbietową ma od 13 do 16 nie połączonych ze sobą kolców. Tarło odbywa w maju i czerwcu. Samiec buduje gniazdo zawieszone wśród wodorostów na głębokości 30–90 cm. Po tarle samice giną, a samce opiekują się przez pewien czas ikrą i wylęgłym narybkiem. Jego pokarm stanowią skorupiaki i małe ryby. 

## Ochrona
Na terenie Polski gatunek był objęty ścisłą ochroną gatunkową. Od 2014 r. podlega ochronie częściowej.